# Garde-corps
Ne doit pas être confondu avec Garde du corps.
 (septembre 2010).

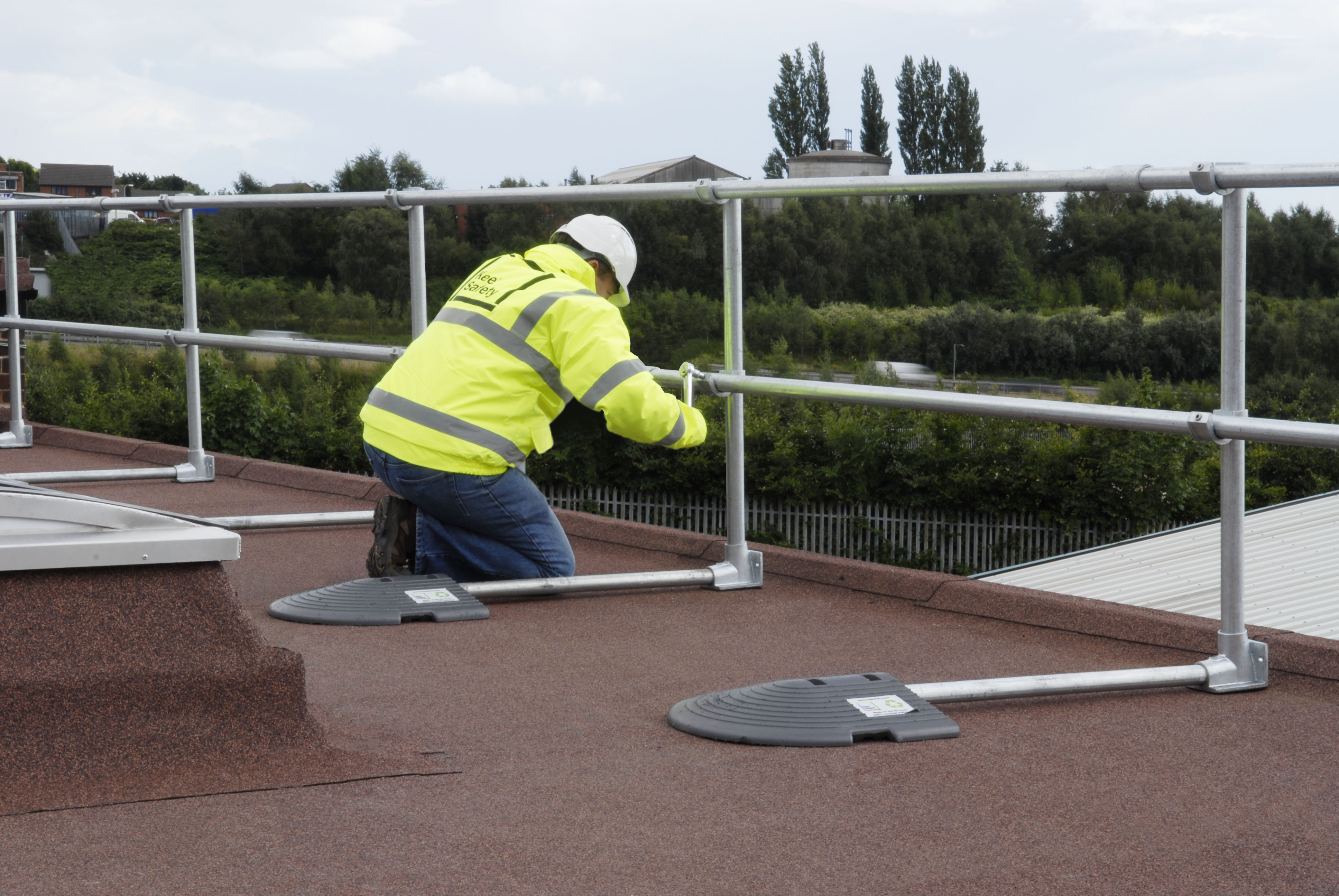
Garde-corps autoporté.

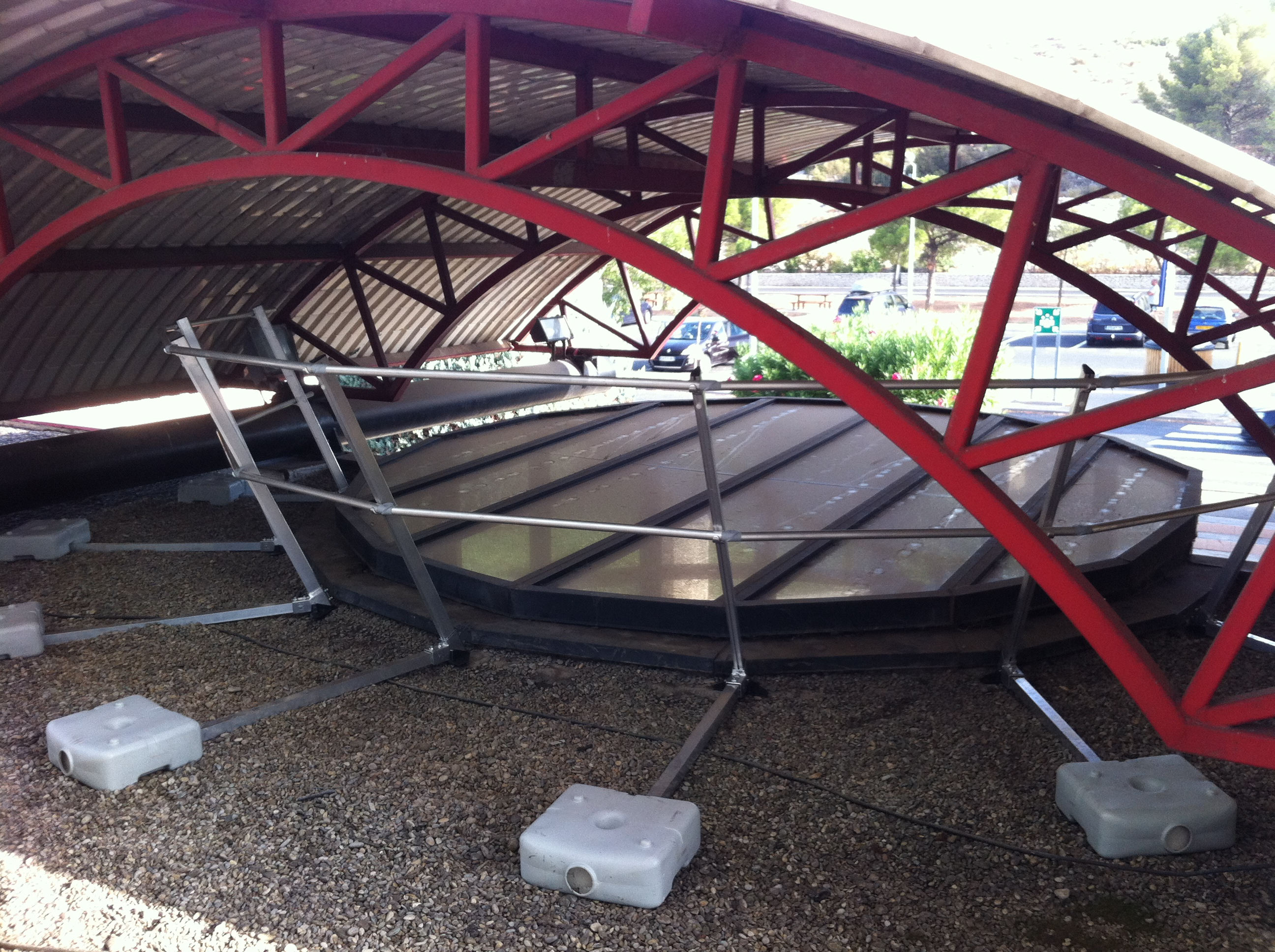
Garde-corps autoportant.

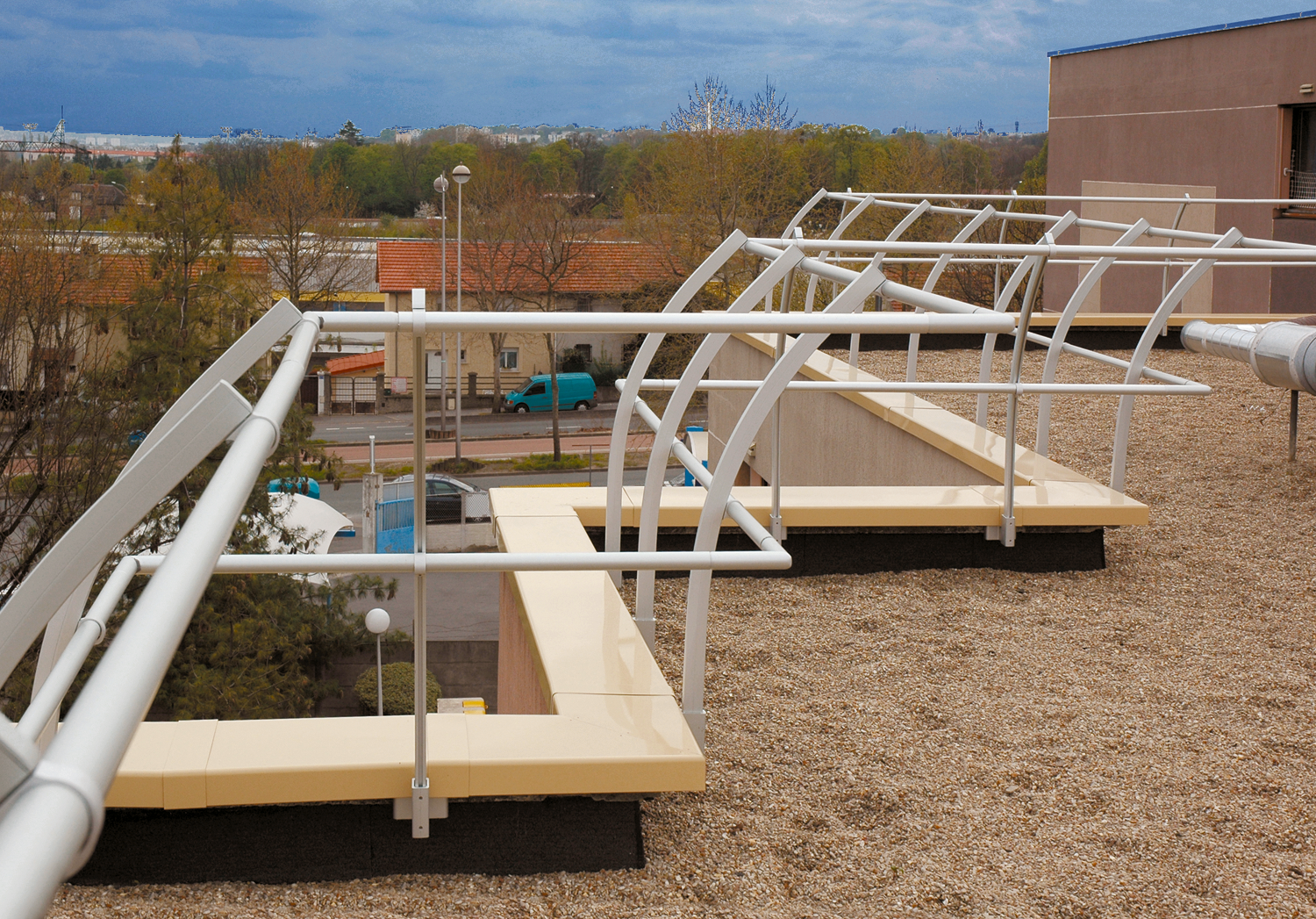
Garde-corps fixe.

Un garde-corps (ou garde-fou ou rambarde) est un ensemble d'éléments formant une barrière de protection placée sur les côtés d'un escalier ouvert, ou pourtour d'un palier, d'une toiture terrasse, d'une autoroute (le garde-fou prend le nom spécifique de glissière de sécurité avec ou sans garde-corps pour que le personnel puisse ou non enjamber la protection), d'un balcon, d'une mezzanine ou d'une galerie ou à tout autre endroit afin d'empêcher une chute accidentelle dans le vide. La composition du garde-corps peut varier, mais généralement sa construction implique qu'il ne puisse être escaladé facilement ou qu'un enfant ne puisse se glisser entre ses composants.
Ayant des origines navales et militaires, les garde-corps sont d'abord des éléments de protection et de sécurité avant de devenir des éléments architectoniques à la Renaissance caractérisée par ses balustrades puis des éléments autant stylistiques que fonctionnels (Art nouveau, maison Schminke d'Hans Scharoun).

## Histoire
Au Moyen Âge, le garde-fou désignait un mur d'appui, puis plus spécifiquement un parapet, une barrière placée dans des endroits dominant une excavation où il y aurait risque de tomber. Sa graphie étant alors gardefol, plusieurs étymologies fantaisistes sont données : garde-fou proviendrait de garde-faux, le faux du corps désignant le pli du buste à la taille ; les premiers garde-fous auraient été en bois de hêtre, cet arbre se disant fou en ancien français.
Au XIIIe siècle le garde-corps est un terme vestimentaire, le wardecors désignant une pièce d'armure protégeant le ventre du soldat ou le gardecors, habit du dessus plutôt réservé aux hommes mais que les femmes portaient quelquefois en voyage. Puis il devient au XIXe siècle un terme de marine désignant une barrière faite de plusieurs rangées de cordages, de lisses ou de barres en fer rondes, servant à protéger le pont, les passerelles ou les mâts d'un navire.

## Types de garde-corps

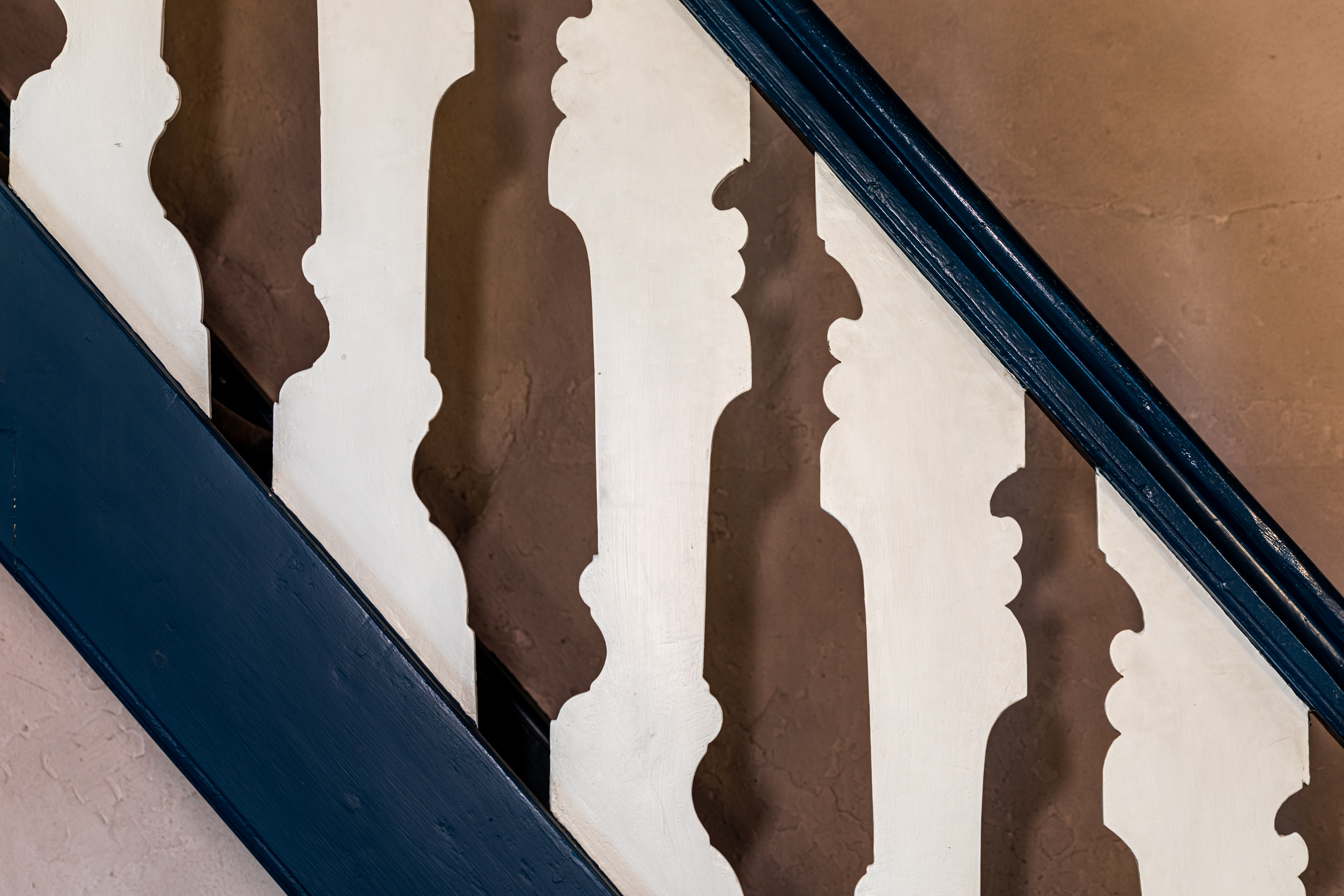
Garde-corps d'escalier dans une église à Dülmen, Allemagne. Avril 2021.

- Garde-corps rampant : il suit la volée d'escalier.
- Garde-corps de palier : il permet de sécuriser un balcon, une mezzanine...
- Garde-corps pour toitures terrasses inaccessibles au public : il permet de sécuriser les toitures terrasses lors des opérations d'entretien ou de maintenance.
- Garde-corps rabattable : il répond à la demande des clients qui souhaitent préserver l'aspect extérieur des bâtiments.
- Garde-corps métallique provisoire de chantier (GCMPC) : permet de sécuriser le travail des ouvriers lors de la construction de bâtiments.

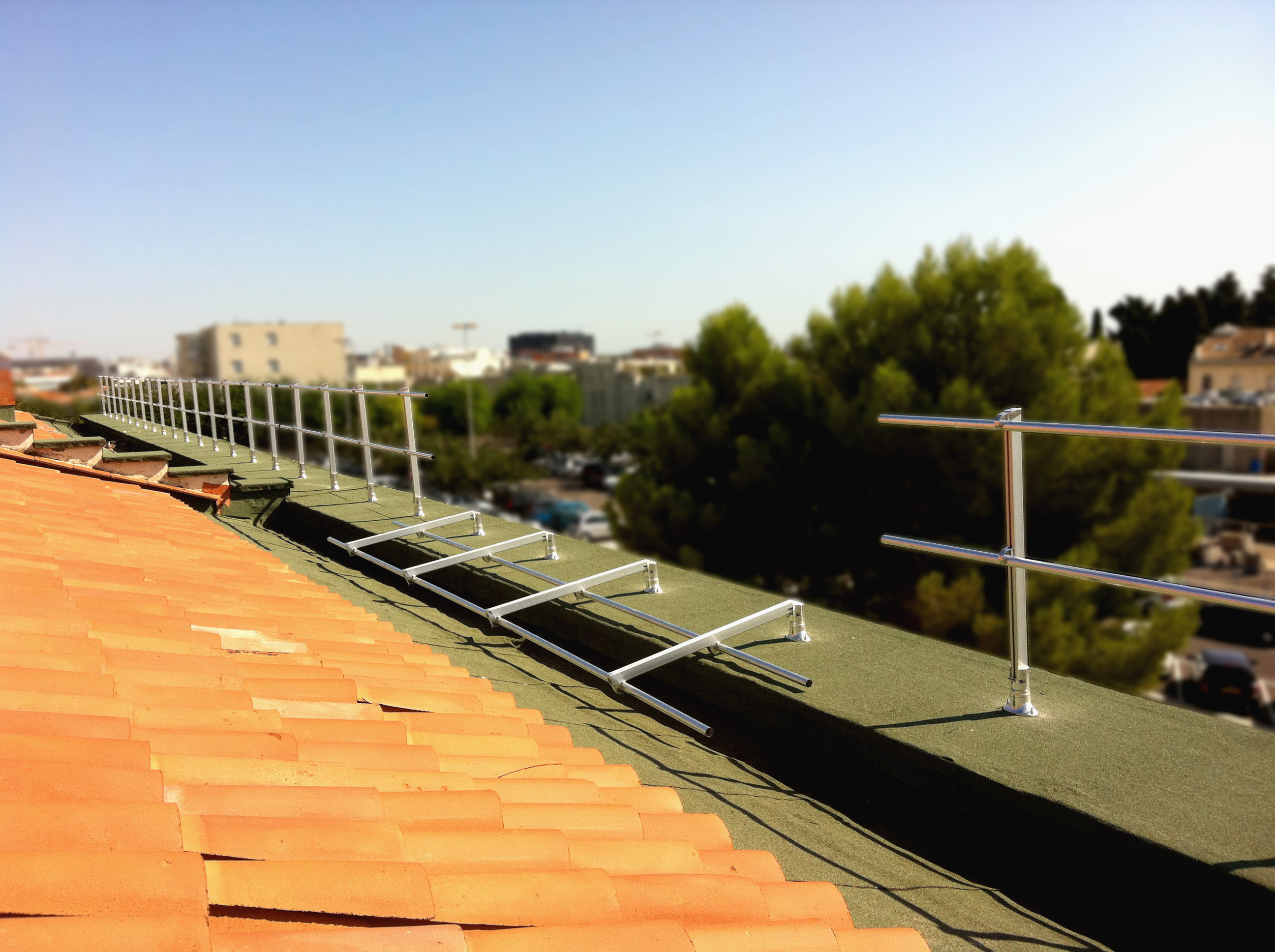
Garde-corps rabattable aluminium NF E85-015.

On applique des règles différentes pour la construction d'un garde-corps suivant l'endroit où il va être installé (voir chapitre Normes).

## Types de fixation
- Fixation à la française, ou fixation sur plat de dalle : ancrage sur la surface de la dalle en béton.
- Fixation à l'anglaise, ou fixation en applique : ancrage sur la face verticale de la dalle en béton (sur la tranche).
- Autoporté :  posé sans ancrage sur une terrasse et maintien à l'aide de contrepoids.

## Textes et normes applicables aux garde-corps en France
En France, plusieurs textes et normes régissent l'obligation de la mise en œuvre de garde-corps, leur conception (hauteur minimale, dimensions maximales des vides se trouvant entre deux éléments verticaux ou horizontaux), leur résistance, ainsi que les méthodes d'essais de résistance des garde-corps posés. 
La mise en place d’un garde-corps pour les bâtiments d’habitation neufs est rendue obligatoire par l’article R*134-59 du code de la construction et de l’habitation.  
Par ailleurs, la réglementation prévoit des dispositions pour prévenir le risque de chute dans le cadre des travaux en hauteur dans les établissements relevant du code du travail (Décret n° 2004-924 du 1er septembre 2004 relatif à l'utilisation des équipements de travail mis à disposition pour des travaux temporaires en hauteur et modifiant le code du travail (deuxième partie : Décrets en Conseil d'État) et le décret n° 65-48 du 8 janvier 1965). 
Article R*134-59 du code de la construction et de l'habitation.
Aux étages autres que le rez-de-chaussée des bâtiments d'habitation :

a) Les fenêtres autres que celles ouvrant sur des balcons, terrasses ou galeries et dont les parties basses se trouvent à moins de 0,90 mètre du plancher doivent, si elles sont au-dessus du rez-de-chaussée, être pourvues d'une barre d'appui et d'un élément de protection s'élevant au moins jusqu'à un mètre du plancher ;

b) Les garde-corps des balcons, terrasses, galeries, loggias, doivent avoir une hauteur d'au moins un mètre ; toutefois, cette hauteur peut être abaissée jusqu'à 0,80 mètre au cas où le garde-corps a plus de cinquante centimètres d'épaisseur.
Bâtiments d'habitation et Établissements recevant du public (ERP) : Normes NF P01-012 et NF P01-013  ).
Installations industrielles et machines : NF EN ISO 14122-1 et NF EN ISO 14122-3.
Barrières pour piéton sur voirie : XP P98-405.
Équipements de protection collective contre les chutes lors de travaux de bâtiment (Garde-corps de chantier) : NF P93-340, NF P93-351.

## Règles générales de construction en France

### Résistance
Suivant le lieu où le garde-corps doit être implanté, la résistance aux efforts horizontaux exigée des ancrages et du garde-corps en lui-même change : 
- Tribune de stade : 1 700 N/m (170 daN/ml), sauf au droit des escaliers desservant les gradins ou tribunes et aux extrémités des gradins débouchant sur le vide pour lesquels la valeur de 100 daN/ml est applicable ;
- ERP (Établissement recevant du public) : 1 000 N/m (100 daN/ml) et être conforme à la norme NF P01-012 ;
- Coursives et cages d'escaliers des habitations collectives : 600 N/m (60 daN/ml) et être conforme à la norme NF P01-012 ;
- Locaux privés : 400 N/m (40 daN/ml)  si la longueur est supérieure à 3,25 m (Note : à compter de mars 2010, les efforts en lieu privé passent à 60 daN/ml (norme NF P06-111-2/11)) ;
- Locaux privés : 1 300 N (130 daN) uniformément répartis sur la longueur du garde-corps si sa longueur est inférieure ou égale à 3,25 m ;
- Toitures terrasses non accessibles au public et installations industrielles : 300 N/m.

La résistance aux chocs des garde-corps est définie par la norme NF-P 01-013.

### Dimensions
Note: Les dimensions données dans la norme NF 01-012 sont assorties de tolérances avec des écarts admissibles pour la fabrication et la pose, il est donc recommandé d'excéder légèrement la hauteur minimale de protection lors de la fabrication pour assurer que les dimensions mesurées sur le garde-corps posé restent dans les normes.
Au sens de la norme NF 01-012, on distingue deux types de garde-corps :
- les garde-corps minces :	épaisseur E ≤ 0,20 m ;
- les garde-corps épais :	épaisseur E > 0,20 m.

Ils peuvent être ajourés ou pleins, simples ou composés.
Suivant l'épaisseur du garde-corps, la hauteur de protection du garde-corps varie (il s'agit d'une hauteur minimale) :
- Garde-corps sur rampe d'escalier : la position de la main courante de celui-ci doit être à une hauteur de 0,90 m (900 mm) minimum par rapport au nez de marche, et à une hauteur de 1,00 m dans la zone où la main courante est horizontale. Cependant, si la largeur du jour d'escalier est égale ou inférieure à 0,60 m, la hauteur de protection peut être ramenée à 0,90 m ;
- Garde-corps horizontal : la position de la main courante de celui-ci  doit toujours être prévue doit être à une hauteur de 1,00 m minimum (1 020 mm généralement) pour un garde corps mince, et varie entre 0,70 m et 0,975 m au minimum pour un garde corps épais (entre 0,80 m et 0,975m dans le cas d'un bâtiment d'habitation[5]).

### Dimensions des éléments verticaux et horizontaux (barreaux, panneaux, lisses...)
- Pour du barreaudage horizontal : on retrouve obligatoirement une plinthe, généralement située à 50 mm du sol et qui monte jusqu'à 450 mm minimum. Suivie du nombre de lisses souhaité pour obtenir 1 020 mm. L'espacement maximal de celles-ci doit être de 180 mm.
- Pour du barreaudage vertical : on retrouve un espacement entre les barreaux de 110 mm maximum.

## Règles générales pour les installations industrielles et toitures terrasses non accessibles au public en France

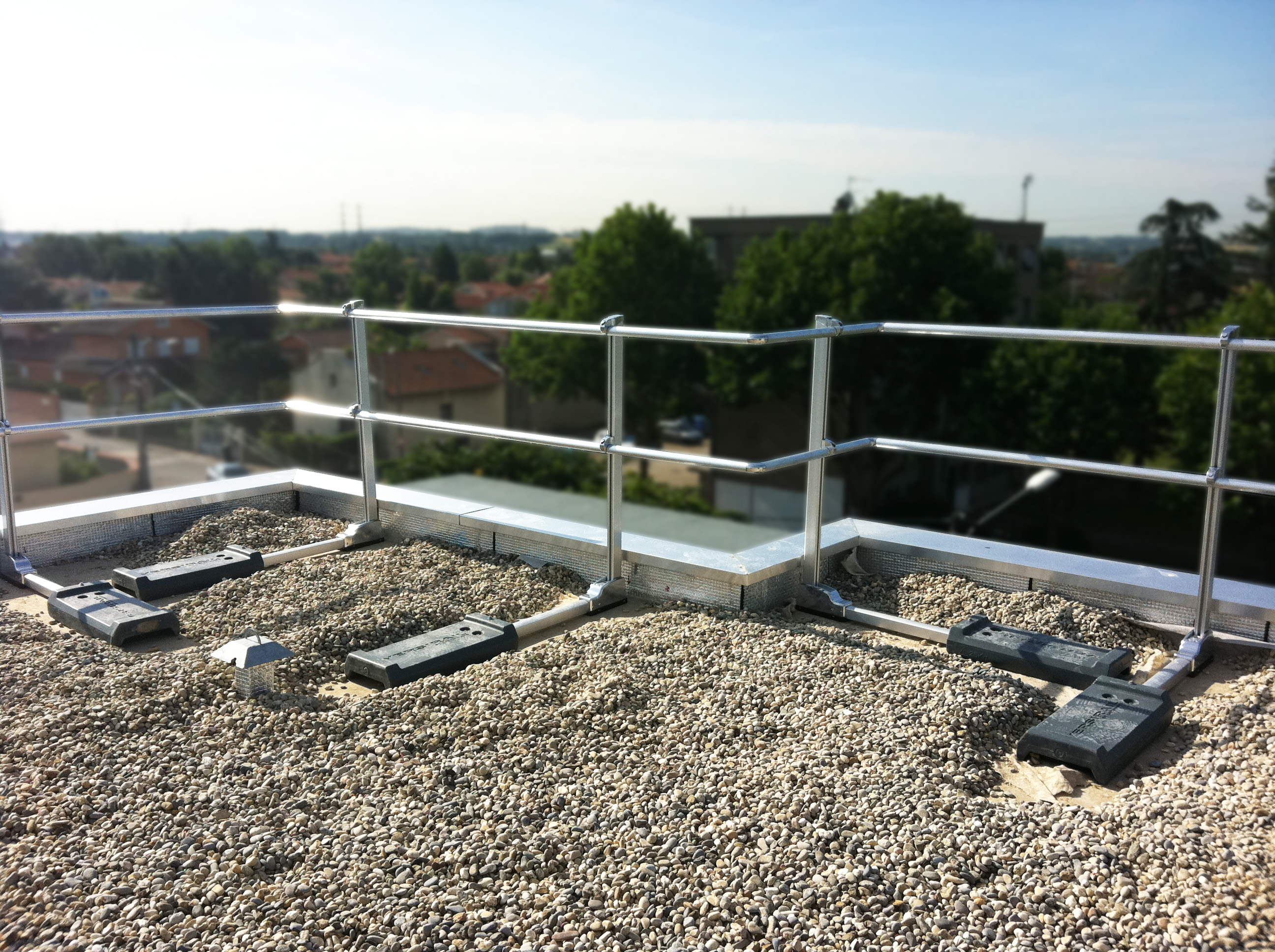
Garde-corps aluminium autoportant versirail 2.

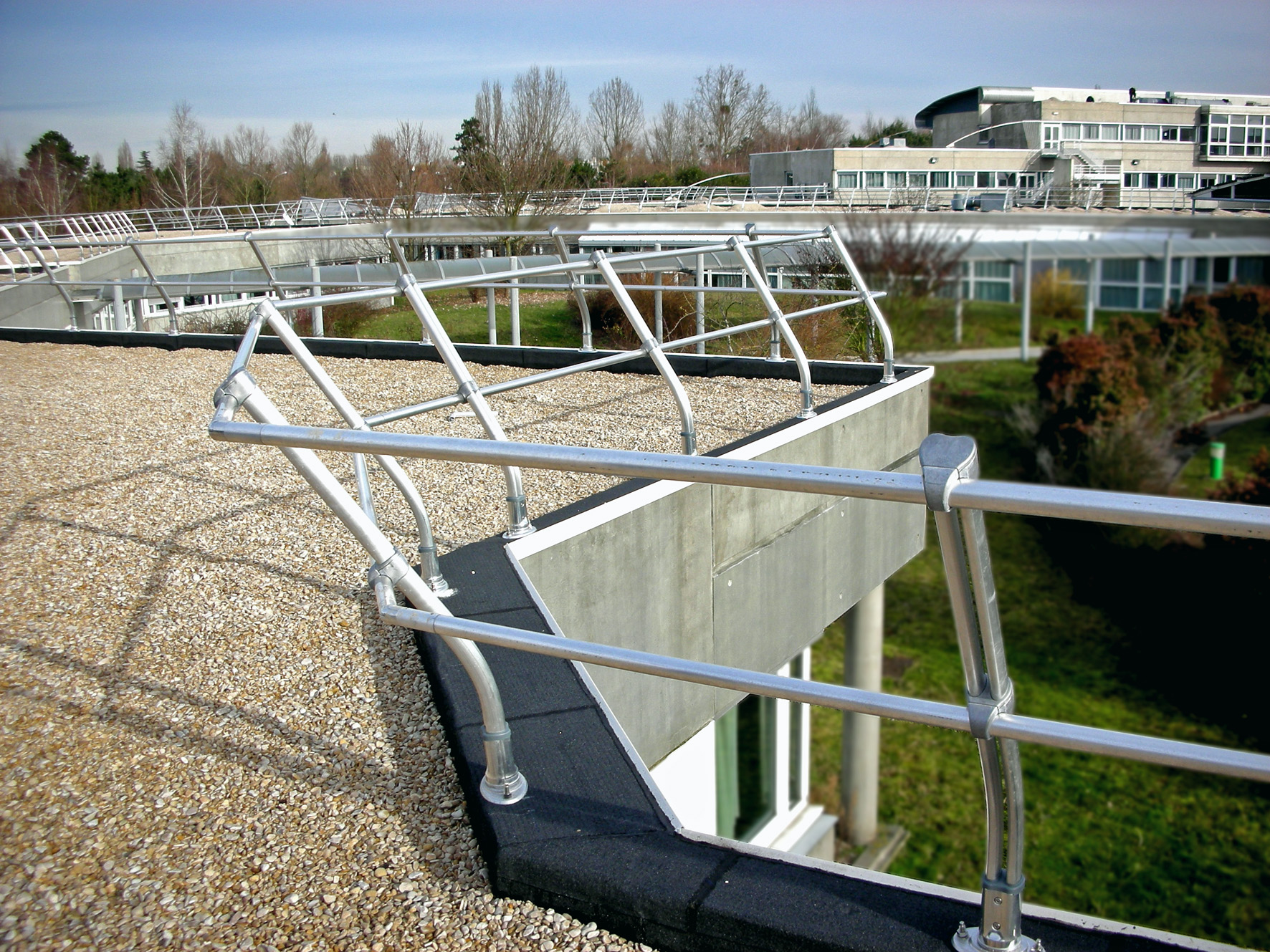
Garde-corps en aluminium avec platine horizontale.

Le cas des installations industrielles et des toitures terrasses non accessibles au public réserve des normes un peu différentes.
Installation industrielles : Norme NF EN ISO 14122-3 (décembre 2007). 
La hauteur minimale de protection depuis la surface de circulation est de 1 100 mm avec une plinthe de 100 mm au bas du garde-corps. La distance entre les axes des montants doit être de préférence limitée à 1 500 mm.
Toitures terrasses non accessibles au public : Norme NF E85-015 (avril 2008). 
La hauteur minimale de protection est de 1 000 mm depuis la surface de circulation. En cas d'absence d'acrotère, ou si la hauteur de l'acrotère est inférieure à 100 mm, une plinthe de 100 mm mini est également obligatoire. 
La norme NF E85-015 indique les modalités de pose concernant le choix des garde-corps. Elle complète la norme EN ISO 14122-3 en incluant les garde-corps pour les bâtiments comprenant des zones non accessibles au public. Elle reconnaît également la pose de garde-corps autoportants comme une solution fiable. Cependant, les modèles autoportants ne doivent être employés que lorsque la pose de garde-corps fixes est impossible. Dans le cas où les garde-corps autoportants sont utilisés, ils devront être justifiés par des tests statiques et dynamiques.

## Normes de sécurité applicables aux garde-corps
Au Québec, tout balcon ayant une hauteur entre 23.62" et 70.86" dont l’accès est possible doit être muni d’un garde-corps d'une hauteur de 35.43" pour assurer la sécurité des individus contre les chutes. À plus de 70.86" du sol, des rampes de 42.13" de haut sont nécessaires. Ces normes sont établies par le code national du bâtiment. Pour toutes les sections donnant accès à une piscine, des rampes de 47.25" sont nécessaires. Ces normes sont établies par la MAMH.  Assureurs et municipalité peuvent exiger d'autres normes.
| Hauteur requise                         | 35.43" | 42.13" | 47.25" |
| --------------------------------------- | ------ | ------ | ------ |
| Intérieur (sauf garage)                 | X      |        |        |
| Extérieur entre 23.62" et 70.86" du sol | X      |        |        |
| Extérieur à plus de 70.86" du sol       |        | X      |        |
| Intérieur d'un garage                   |        | X      |        |
| Accès Piscine                           |        |        | X      |

Les garde-corps ne doivent pas permettre l'escalade, les barreaux doivent donc être à la verticale. L'espacement maximal entre chaque barreau est de 3.93".
En France, il existe actuellement sept normes concernant les garde-corps :
- NF EN ISO 14122-3 : pour tout type de moyens d’accès cette norme étant une norme européenne, elle prévaut sur les normes françaises ;
- NF E 85-015 : pour les lieux de travail tels que bâtiments industriels, installations industrielles, locaux et terrasses techniques, etc. Elle est également applicable aux moyens d’accès installés dans les bâtiments et installations recevant des machines ;

(Les deux normes ci-dessus annulent et remplacent la norme NF E 85-101 d'octobre 1988 : garde-corps permanents pour accès technique, non accessible au public.)
- NF P93 340 : équipement de chantier - garde-corps métallique provisoire de chantier (GCMPC) ;
- NF EN 13374 : garde-corps périphériques temporaires et garde-corps autoportants ;
- NF EN 93-355 : garde-corps périphériques pour travaux d'étanchéité en toiture ;
- NF P01-012 : Dimensions des garde-corps - Règles de sécurité relatives aux dimensions des garde-corps et rampes d'escalier ;
- NF P01-013 : Essais des garde-corps - Méthodes et critères.